# Maddie Ziegler
Madison Nicole Ziegler (Pittsburgh, 30 de setembre de 2002) coneguda artísticament com a Maddie Ziegler, és una ballarina, actriu, cantant i model nord-americana. És coneguda per la seva aparició al reality show Lifetime Dance Moms i als videoclips de Sia, com «Chandelier» o «Elastic Heart», encara que va aparèixer en altres programes, documentals, articles i fins i tot a revistes.
A més a més ha modelat per moltes marques com Capezio, Target, Teen Vogue…fins i tot té la seva propia marca de roba.

## Família
Maddie es filla de Kurt Ziegler i Melissa Gisoni, qui es van divorciar al 2011 per problemes personals. A més a més, Maddie també té una germana petita, Mackenzie Ziegler que va triomfar com Maddie però en altres oficis, i quatre germans grans: Tyler, Math, Michelle i Ryan Ziegler.
Va assistir a l'Escola Primaria Sloan fins al 2013, on la van començar a educar a casa. A més Maddie va tenir alguns nois com a relació, entre ells es troba l'austríac Jack Kelly, fill d'un exjugador dels Yankees, Pat Kelly.
Maddie, també va admitir que veu a Sia com a la seva propia padrina, en un programa de Jimmy Fallon, The Tonight Show Starring Jimmy Fallon.
Per a ella Sia es molt important i va dir que des del primer dia en que es van veure, van sentir com una connexió que les unia.

## Carrera artística
Maddie, va començar a ballar des dels 2 anys al Reign Dance Productions de Pittsburgh, i als 5-6 anys se'n va anar al Abby Lee Dance Company amb la seva germana petita.
Al 2011 va fer moltes competicions on algunes van sortir per televisió, i la seva mare va entrar en un reality show on es parlava sobre la vida diaria tant d'ella com la de les seves filles, Lifetime Dance Moms.
Al 2014, Maddie va sortir per primera vegada com a actriu professional en un capítol de "Drop Dead Diva", on va fer el paper de Deb de petita, com un dels flashbacks de la serie. Més tard va aparèixer en comercials de skechers i en videos musicals de Sia, Alexx Calise, Todrick Hall i Mack Z.
Maddie va tenir més oportunitats per actuar, entre elles a series de Disney Channel: Austin & Ally, ABC Family o Pretty Little Liars...
Tambe va modelar a Glitzy Girls, Oxyjen, Sally Miller, Purple Pixies, Cicci Dancewear, entre d'altres...
A més a més, la cantant i compositora Rachael Sage, li va fer la seva cançó Happiness a Maddie; i també va tenir l'oportunitat de ballar amb Ross Lynch en un dels capítols de la seva serie de Disney Channel Austin & Ally.
Seguidament va aparèixer en un dels episodis de Nicky, Ricky, Dicky & Dawn com una de les millors ballarines de l'escola de ball de Dawn.
I ja a la temporada 6 de Dance Moms, Maddie i la seva germana van decidir anar-se per fer la seva propia carrera fora de l'ajut de l'empresa que feia Dance Moms.

### Jutjat de ball i dansa
Ziegler va aparèixer com el ballarí destacat de l'especial de televisió ABC  The Wonderful World of Disney: Disneyland 60 , al febrer de 2016, durant la cançó "Part of Your World", cantada per Kelsea Ballerini i coreografiada per Travis Wall. Un reporter del "Huffington Post" va anomenar el número "impressionant i elegant".
A l'abril del 2016, sis de les seves representacions prèviament gravades es van projectar a les pantalles grans durant el festival de Música […] de Coachella Valley (Coachella) de Sia, i Ziegler va aparèixer en directe amb Sia a l'esdeveniment Brandcast de YouTube a la ciutat de Nova York.
Al maig de 2016, Ziegler va aparèixer en el final de la temporada deThe Voice amb Sia, ballant "Cheap Thrills ".
El mes següent, va protagonitzar un altre vídeo de Todrick Hall " Taylor in Wonderland ", basada en Alícia al país de les meravelles, ballant amb una cançó de Taylor Swift. També al juny, Ziegler es va unir al Fox de  So You Think You Can Dance: The Next Generation , un concurs de televisió per a ballarins de 8 a 14 anys, on va ser una de les jutges i intèrpret convidat, i va ballar al concert de Sia a Red Rocks Amphitheatre a Colorado. Owens, Dylan.

### Escriure i media social
Ziegler va escriure el pròleg de les memòries d'Abby Lee Miller's 2014, Everything I Learned about Life, I Learned in Dance Class.
També va entrevistar a la seva amiga Millie Bobby Brown per a un article de portada al número de novembre de la revista Interview.
Va publicar el seu propi llibre, The Maddie Diaries, el 2017, que es va convertir en el New York Times Best Seller. Va escriure una trilogia de novel·les per a lectors de grau mitjà. La sèrie se centra en una ballarina de 12 anys, Harper, i la seva família que es trasllada a un nou estat. Harper ha de negociar desafiaments pre-adolescents, com fer nous amics, mentre guanya el seu lloc en un equip competitiu de dansa.
La primera novel·la, The Audition, va ser llançada a l'octubre de 2017. El segon de la trilogia, The Callback, va ser llançat a l'octubre de 2018; Harper s'uneix al músic de l'escola per ajudar a portar passió a la seva dansa. El tercer volum s'haurà de seguir el 2019 The third volume is expected to follow in 2019.

## Filmografia

### Crédits d'actuació
| Any       | Serie                      | Paper               | Notes                                                  |
| --------- | -------------------------- | ------------------- | ------------------------------------------------------ |
| 2012      | Drop Dead Diva             | Jove Debbie         | Invitada, episodi "Parts Femenines" Sèrie de televisió |
| 2015      | Austin & Ally              | Shelby Lou Hayden   | Invitada, temporada 4 episodi 5.                       |
| 2015      | Pretty Little Liars        | Fantasma            | Invitada, temporada 6 episodi 5.                       |
| 2016-2017 | Nicky, Ricky, Dicky & Dawn | Eiffel              | Invitada, temp. 2 ep. 14; temp. 3 ep. 3                |
| 2016      | Ballerina                  | Camille             | Veu                                                    |
| 2017      | The Book of Henry          | Christina Sickleman | Co-Protagonista                                        |

### Com ella mateixa
| Any       | Serie                             | Notes                    |
| --------- | --------------------------------- | ------------------------ |
| 2011      | Live to Dance                     | Concursant               |
| 2011–2016 | Dance Moms                        | Participant              |
| 2012      | The View                          | Invitada                 |
| 2013      | Abby's Ultimate Dance Competition | Invitada episodi 2       |
| 2014      | The Ellen DeGeneres Show          | Invitada, episodi 11-160 |
| 2014      | Jimmy Kimmel Live!                | Invitada, episodi 12-95  |
| 2014      | Late Night with Seth Meyers       | Invitada, episodi 1-57   |
| 2014      | Dancing with the Stars            | Invitada                 |
| 2014      | Good Morning America              | Invitada                 |
| 2015      | Dancing with the Stars            | Invitada                 |
| 2015      | 57th Annual Grammy Awards         | Ballarina                |
| 2017      | Project Runway                    | Jutgessa invitada        |

## Videos musicals
| Any                    | Títol               | Artista                                     | Notes                                        |
| ---------------------- | ------------------- | ------------------------------------------- | -------------------------------------------- |
| 2011                   | «It's Like Summer»  | LUX                                         | Aparició secundaria                          |
| 2012                   | «Cry»               | Alexx Calise                                | Aparició principal                           |
| 2012                   | «Summer Love Song»  | Brooke Hyland                               | Aparició secundaria                          |
| 2014                   | «It's a Girl Party» | Mack Z                                      | Aparició secundaria                          |
| 2014                   | «Chandelier»        | Sia                                         | Aparició principal                           |
| 2014                   | «Freaks Like Me»    | Todrick Hall                                | Aparició secundaria, vocalista               |
| 2014                   | «Shine»             | Mack Z                                      | Aparició secundaria                          |
| 2015                   | «Elastic Heart»     | Sia                                         | Aparició principal, amb Shia LaBeouf         |
| 2015                   | «Big Girls Cry»     | Sia                                         | Aparició principal                           |
| 2015                   | «Wear Em Out»       | Kendall K                                   | Asistenta de coreografía                     |
| «Taylor in Wonderland» | Todrick Hall        | Aparició principal                          |                                              |
| «The Greatest»         | Sia                 | Aparició principal, amb diverses ballarines |                                              |
| 2017                   | «Rainbow»           | Sia                                         | Aparició principal                           |
| 2017                   | «Feel It Still»     | Portugal. The Man                           | amb diverses ballarines                      |
| 2018                   | «Eye of the Needle» | Sia                                         | Aparició principal en un teatre              |
| 2018                   | «Thunderclouds»     | LSD                                         | Aparició principal amb Diplo, Labrinth y Sia |
| 2019                   | «Bitch»             | Lennon Stella                               | Aparició breu                                |
| 2019                   | «No New Friends»    | LSD                                         | Aparició principal amb Diplo, Labrinth y Sia |

## Premis i nominacions
| Any  | Premi                  | Categoría                                  | Resultat   |
| ---- | ---------------------- | ------------------------------------------ | ---------- |
| 2014 | Dancer's Choice Awards | Favorite Dancer 17 & Under                 | Guanyadora |
| 2015 | Teen Choice Awards     | Choice Dancer                              | Nominada   |
| 2015 | Dancer's Choice Awards | Favorite Dancer 17 & Under                 | Nominada   |
| 2016 | People's Choice Awards | The DailyMail.com Seriously Popular™ Award | Guanyadora |
| 2016 | Teen Choice Awards     | Choice Dancer                              | Guanyadora |
| 2017 | Teen Choice Awards     | Choice Dancer                              | Guanyadora |
| 2018 | Teen Choice Awards     | Choice Dancer                              | Guanyadora |

## Tours
- Nostalgic for the Present Tour amb Sia (2016–17)
- The Ziegler Girls 2017 tour of Australia (amb Mackenzie Ziegler)[25]
- Maddie & Mackenzie Australia & New Zealand Tour 2018 (amb Mackenzie Ziegler)[26]